# نیروهای چندملیتی در لبنان

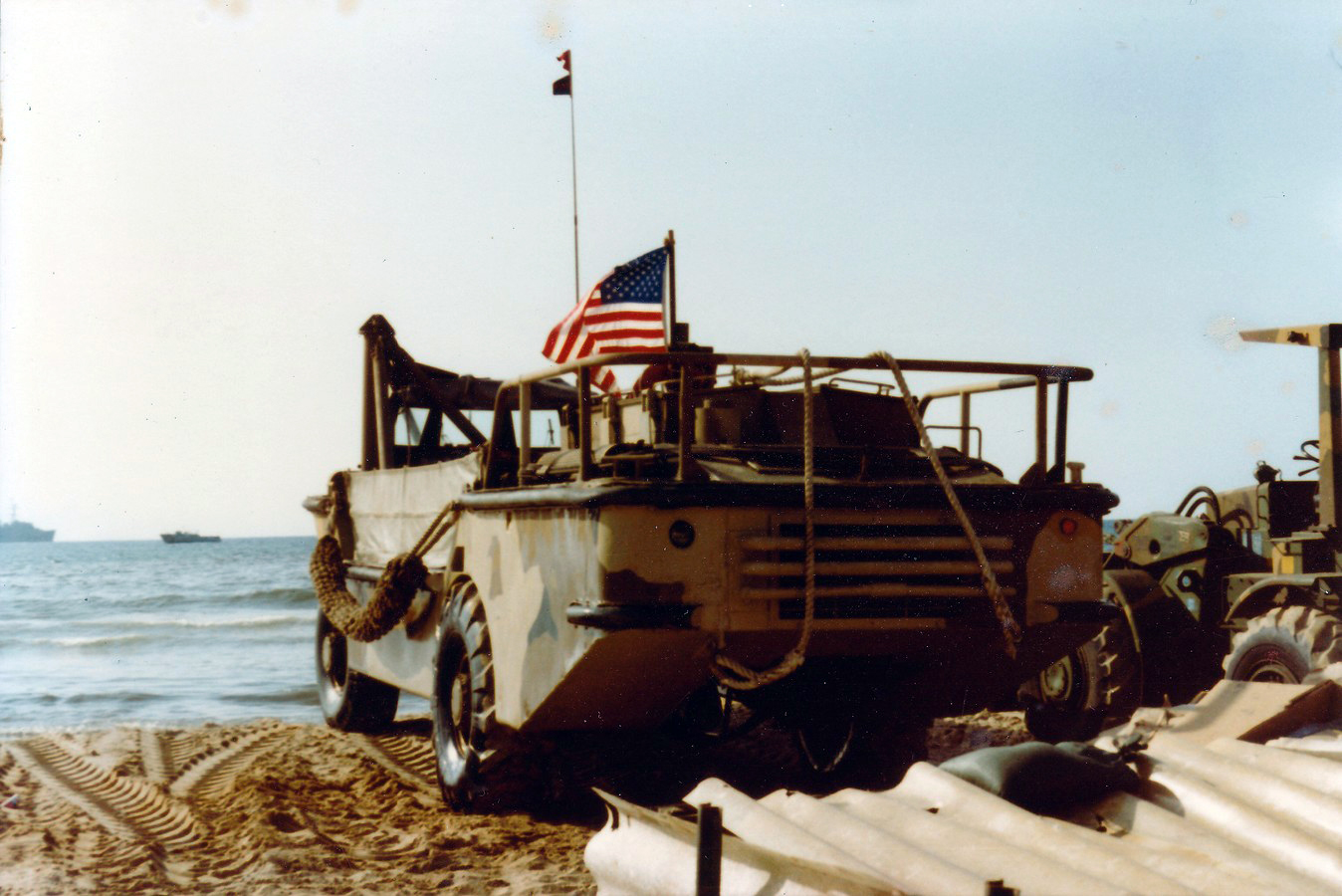
یگان‌های آبی خاکی نیروی دریایی ایالات متحده آمریکا هنگام ورود به بیروت، ۱۹۸۲

نیروهای چندملیتی در لبنان به نیروهای حافظ صلح بین‌المللی گفته می‌شد که در سال ۱۹۸۲ تشکیل شده و از آغاز به لبنان فرستاده شد تا بر عقب‌نشینی سازمان آزادی‌بخش فلسطین نظارت نمایند. این نیرو تشکیل شده بود از تفنگداران دریایی و یگان ویژه نیروی دریایی ایالات متحده آمریکا، پیاده‌نظام چترباز فرانسوی، سربازان ایتالیایی و بریتانیایی. گرچه عقب‌نشینی سازمان آزادیبخش فلسطین از بیروت انجام شد، ولی مأموریت نیروهای چندملیتی بلافاصله پس از آن به پایان نرسید.

## پیش زمینه

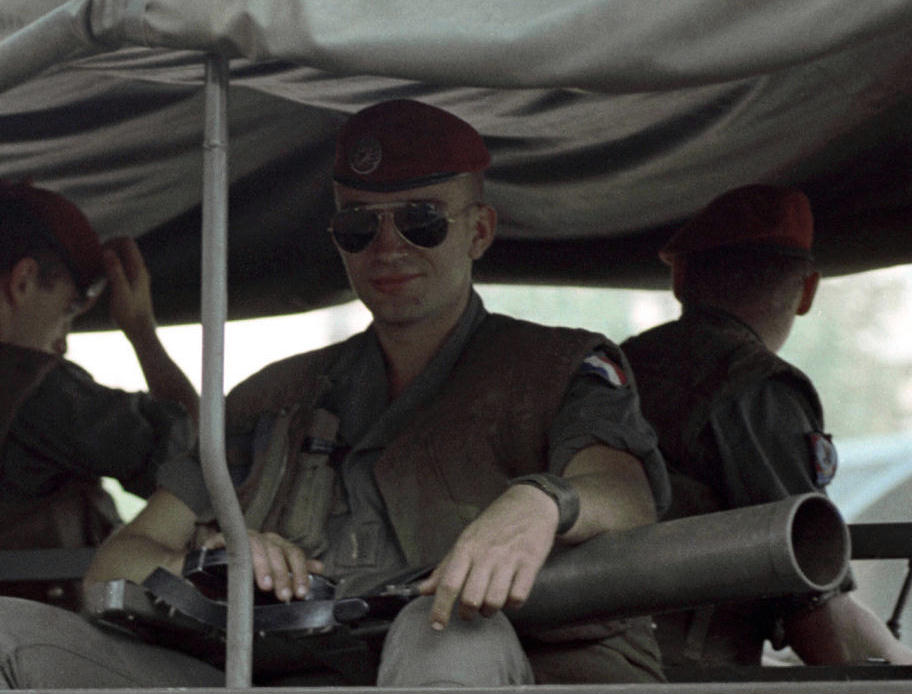
پیاده‌نظام چترباز فرانسوی در لبنان، یکم آوریل ۱۹۸۳

ایالات متحده قبلاً نیز در لبنان در خلال بحران سال ۱۹۵۸ لبنان درگیر بود. در آن درگیری، ۱۴۰۰۰ آمریکایی به وسیلهٔ رئیس‌جمهور وقت دوایت آیزنهاور به لبنان فرستاده شدند تا اپوزیسیون رئیس‌جمهور لبنان کمیل شمعون و نیروهای کشورهای همجوار در لبنان را سرکوب کند. به این عملیات به چشم یک عملیات موفقیت‌آمیز نگاه می‌شود.
در سال ۱۹۷۵جنگ داخلی لبنان آغاز شد. پس از تهاجم اسرائیل به لبنان در سال ۱۹۸۲ با هدف سرکوب سازمان آزادیبخش فلسطین، لبنان بی‌ثبات تر شد.
هنگامی که پایتخت بیروت در محاصره اسرائیلی‌ها قرار گرفت فیلیپ حبیب سفیر ایالات متحده در لبنان به نیروهای دوطرف پیشنهاد آتش‌بس و برپایی نیروهای حافظ صلح در بیروت را داد. در ماه اوت ۱۹۸۲ او موفق شد تا دو طرف را متقاعد کند تا بر سر تخلیهٔ بیروت از نیروهای سوری و نیروهای سازمان آزادی‌بخش فلسطین توافق کنند. همچنین بر سر استقرار نیروهای چندملیتی در خلال این عقب‌نشینی توافق شد.

## پیاده شدن نیروهای چندملیتی

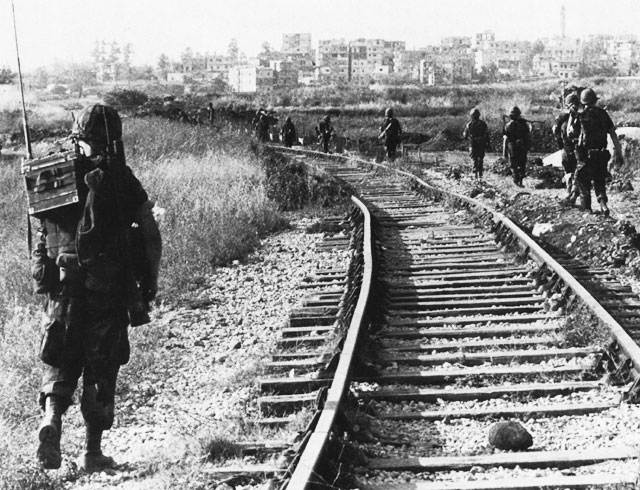
تفنگداران دریایی ایالات متحده هنگام گشت زنی در بیروت، اوت ۱۹۸۳

در تاریخ ۲۱ اوت نیروهای فرانسوی و به دنبال آن‌ها در تاریخ ۲۵ اوت نیروهای آمریکایی و ۲۶ اوت نیروهای ایتالیایی در بیروت پیاده شدند. این نیروهای اولیه شامل ۸۵۰ آمریکایی، ۸۶۰ فرانسوی و ۵۷۵ نیروی ایتالیایی بودند. سازمان آزادیبخش فلسطین در تاریخ ۳۰ اوت از بیروت به تونس عقب‌نشینی کرد و نیروهای چندملیتی بعداً به کشتی‌های خود در دریای مدیترانه عقب‌نشینی کردند.

## افزایش درگیری‌ها
در تاریخ ۱۴ سپتامبر رئیس‌جمهور وقت بشیر جمیل ترور شد. سپس از ۱۶ تا ۱۸ سپتامبر صدها پناهندهٔ فلسطینی به وسیلهٔ شبه نظامیان فالانژیست لبنان که متحد ارتش اسرائیل بودند و کانون رهبری آن‌ها در لبنان قرار داشت قتل‌عام شدند. برخی از عناصر ارتش جنوب لبنان که هواخواه اسرائیل بودند نیز در کشتار صبرا و شتیلا دست داشتند. این رویداد رئیس‌جمهور وقت ایالات متحدهٔ آمریکا رونالد ریگان را بر آن داشت تا نیروی چند ملیتی جدیدی به همراه فرانسه و ایتالیا سازماندهی کند. در فوریهٔ ۱۹۸۳ نیروهای بریتانیا نیز به نیروهای چند ملیتی پیوستند.

## در همین زمینه
- انفجار مقر تفنگداران دریایی آمریکا در بیروت